# Kalmonsaari (ö i Södra Savolax, Nyslott, lat 62,03, long 28,69)
Kalmonsaari är en ö i Finland. Den ligger i sjön Haukivesi och i kommunen Nyslott i  landskapet Södra Savolax, i den sydöstra delen av landet, 280 km nordost om huvudstaden Helsingfors. Öns area är 0,8 hektar och dess största längd är 160 meter i öst-västlig riktning.